# Odd Borgersen
Odd Bohlin Borgersen, född 10 april 1980, norsk skridskoåkare, Geithus Idrettslag.  